# Nikola Mušanov
Nikola Stojkov Mušanov (in bulgaro Никола Стойков Мушанов?; Drjanovo, 12 aprile 1872 – Sofia, 10 maggio 1951) è stato un politico bulgaro, primo ministro del regno di Bulgaria e leader del partito democratico.
Dopo una carriera come ministro in svariati governi, Mušanov ebbe l'incarico di primo ministro il 12 ottobre 1931. Il suo più grande successo politico fu quando riuscì a porre fine al pagamento delle riparazioni di guerra cui la Bulgaria era stata costretta a pagare a causa della sconfitta nella prima guerra mondiale. Ciononostante l'economia si trovava in uno stato alquanto povero, mentre l'ambizione di collaborare con Kemal Atatürk verso una riconciliazione con la Turchia turbava i partiti di destra.
Oltre a ciò il gioverno fu segnato da difficoltà politiche interne, soprattutto quando l'Unione Democratica che si trovava al governo si divise durante il suo mandato ed il governo dovette essere riformato su linee diverse. In risultato a ciò, Mušanov fu rovesciato in un colpo di Stato il 9 maggio 1934 dal movimento militarista Zveno.
Durante la seconda guerra mondiale Mušanov divenne noto come sostenitore degli ebrei contro l'olocausto  e fu imprigionato per la sua attività. Dopo la guerra Mušanov tentò di convincere il nuovo governo monopolizzato dal Partito Comunista Bulgaro a ristabilire la democrazia nel paese, anche se i suoi sforzi risultarono vani.